# Kristján Jónsson

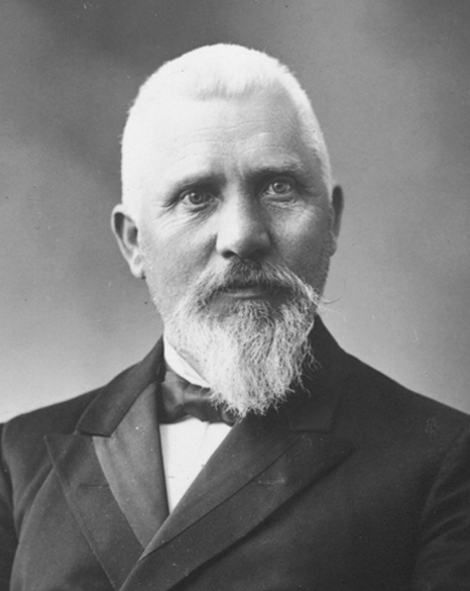
Kristján Jónsson.

Kristján Jónsson (Gautlöndum, 4 maart 1852 – 2 juli 1926) was een IJslands politicus.
Kristján was lid van de Sjálfstæðisflokkurinn (Onafhankelijkheidspartij). Van 1893 tot 1905 en van 1908 tot 1913 was Kristján lid van het Alding (het IJslandse parlement).
Van 14 maart 1911 tot 24 juli 1912 was hij premier van IJsland.